# Agostino Richelmy
Agostino Richelmy (né le 29 novembre 1850 à Turin et mort le 10 août 1923 à  Turin) est un cardinal italien de la fin du XIXe siècle et du début du XXe siècle.

## Biographie
Agostino Richelmy est membre de l’armée des volontaires de Garibaldi dans la guerre de 1866. Il est élu évêque d'Ivrée en 1886 et archevêque de Turin en 1897.
Le pape Léon XIII le crée cardinal lors du consistoire du 18 juin 1899. Richelmy participe au  conclave de 1903, lors duquel Pie X est élu pape, au conclave de 1914 (élection de Benoît XIV) et au conclave de 1922 (élection de Pie XI).
Il meurt à Turin le 10 août 1923 à l'âge de 72 ans ; son monument funéraire est encore exposé aujourd'hui au Sanctuaire de la Consolata à Turin, où son corps est transféré le 28 septembre 1949 depuis le cimetière général.

## Succession apostolique
Agostino Richelmy a ordonné les évêques suivants :
- Évêque Matteo Angelo Filipello (de) (1898)
- Évêque Luigi Spandre (it) (1899)
- Archevêque Emilio Parodi, C.M. (1905)
- Évêque Costanzo Castrale (de) (1905)
- Archevêque Angelo Giacinto Scapardini (it), O.P. (1909)
- Évêque Filippo Perlo (it), I.M.C. (1909)
- Archevêque Angelo Bartolomasi (it) (1911)
- Évêque Giuseppe Castelli (it) (1911)
- Évêque Nicolao Milone (it) (1922)